# القرن السادس الميلادي في لبنان
تسرد هذه المقالة الأحداث التاريخية التي وقعت بين 501-600 في لبنان المعاصر أو التي تتعلق بأهله.

## الحكم

### الحكم على مستوى الإمبراطورية
حكم الأباطرة البيزنطيون التاليون ما يُعرف حالياً بأرض لبنان خلال القرن السادس:
- 11 أبريل 491 – 9 يوليو 518
  - أناستاسيوس «ديكوروس» (Ἀναστάσιος ὁ Δίκορος). ينتمي إلى أسرة ليونيد.[1]
- 9 يوليو 518 – 1 أغسطس 527
  - جستين الأول (Ἰουστῖνος، يوستينوس)، مؤسس الأسرة الجستينية.
- 1 أغسطس 527 – 14 نوفمبر 565
  - جستينيان الأول «العظيم» (Ἰουστινιανὸς ὁ Μέγας، عشيرة فلافيا: بيتروس ساباتيوس يوستينيانوس).[2]
- 14 نوفمبر 565 – 5 أكتوبر 578
  - جستين الثاني (Ιουστίνος، يوستينوس).
- 5 أكتوبر 578 – 14 أغسطس 582
  - تيبيريوس الثاني قسطنطين (Τιβέριος Κωνσταντῖνος، عشيرة فلافيا: تيبيريوس قسطنطينوس)
- 14 أغسطس 582 – 27 نوفمبر 602
  - موريكيوس (Μαυρίκιος Τιβέριος، عشيرة فلافيا: موريسيوس تيبيريوس).

### إدارة المقاطعة
أصبحت المقاطعة تحت حكم دوكسين اثنين خلال عهد جستنيان الأول، عقب الإصلاحات الإدارية الجماعية والمراسيم الموجهة إلى «فينيس ليبانيسيس» (فينيقيا اللبنانية حرفياً) بهدف منع المزيد من الغارات والغزوات الموالية للساسانيين.

## الأحداث

### عقد 500
- تعرضت صور لزلزال في 502.[5]

### عقد 510
- انعقد مجمع في صيدا سنة 512/511.[6]
- أصبح إلياس، وهو من مواليد البترون، أسقفاً للروم الأرثوذكس حوالي سنة 512 في عهد أنسطاسيوس الأول ديكوروس.[7]
- ثيودوروس يصبح مخلص طرابلس في 513م.[8]
- انعقاد مجمع في صور برئاسة ساويرس بطريرك أنطاكية وفيلوكسينوس [الإنجليزية] مطران هيرابوليس وجمع أساقفة ولايات أنطاكية وأفاميا وأوغسطا الفراتية والرها وبلاد ما بين النهرين والبتراء العربية وفينيقيا اللبنانية في سنة 514م أو 515م. وأعلن رفضه مجمع خلقيدونية، وتفسير هينتوكيون الإمبراطور زينون بمعنى يتناقض بوضوح مع المجمع الأخير.[9]
- أدى الصراع بين الموارنة الخلقيدونيين والسريان اليعاقبة الميافيزيين إلى نصب كمين ومذبحة لاحقة ارتكبها الميافيزيون لأكثر من 350 راهباً مارونياً وأتباعهم في قلعة سمعان بينما كانوا في طريقهم إلى دير مار سمعان في 517م.[10][11]
- ثيودور أسقف بورفيريون (الجية) سنة 518م.[12]
- ذكر أبيفانيوس أسقف صور سنة 518م.[13]
- أصبح دير مار مارون يدير شؤون العديد من الرعايا في سوريا الأولى وسوريا الجوفاء وفينيقيا بعد 518 بحكم الأمر الواقع.[14]
- أدت المراسلات المتعلقة بذبح 350 راهباً ماروني بسبب معتقدهم الخلقيدوني إلى الاعتراف البابوي والأرثوذكسي، وهو ما أشارت إليه رسالة من البابا هرمزيدا (514-523) بتاريخ 10 فبراير 518.[15]

### عقد 520
- بدء الغارات العربية على سكان فينيقيا اللبنانية في 527.[3]
- بدأ جستنيان الأول عملية إعادة تنظيم شاملة في 527 لجيش فينيقيا اللبنانية عبر تعيين دوكس إضافي (قائد عسكري روماني). وبالتالي، أصبح لدى المقاطعة دوكسين. كان من المتوقع أن يمنع دوكس المقاطعة المزيد من الغارات الموالية للفرس وحماية المدينة المقدسة أيضاً.[3]
- شارك الدوكسان الفينيقيان في حملة عقابية إلى جانب ثلاثة فيلارك [الإنجليزية] عرب (الشيوخ العرب الموالين للرومان) ضد المنذر العربي الموالي للساسانيين، 528م.[3]
- كتب جستنيان الأول إلى دوكسي فينيقيا بوزيس [الإنجليزية] وأخيه كوتزيس [الإنجليزية] وإلى دوكسات البتراء العربية وبلاد ما بين النهرين وإلى زعماء المقاطعات لملاحقة المنذر وجيشه في شتاء 528م.[3]
- أغلق جستنيان الأول مدارس الحقوق في الإسكندرية وقيصرية ماريتيما وأثينا في 529،[16] لأن تعاليمها تتعارض مع تعاليم الإيمان المسيحي، وبالتالي، أصبحت مدرسة الحقوق في بيريتوس والقسطنطينية مدرستي الحقوق الوحيدتين اللتين استمرتا حتى ذلك الحين في عهد جستنيان الأول.[17]

### عقد 530
- منح الإمبراطور جستنيان الأول مدرسة الحقوق في بيريتوس لقب «بيريتوس نوتريكس ليغوم» (بيروت، أم القوانين) وذلك في دستور أومنيم في 533م.[18]
- حصل الحكام المدنيون في فينيقيا اللبنانية على زيادة في الرواتب ولقب وسيط كجزء من إعادة تنظيم الحكومة، حيث حصل الوسيط الفينيقي على 750 صولدي ذهبي في 535-536.[19][20]
- شارك ممثلون عن دير مارون في مجمع القسطنطينية سنة 536 [الإنجليزية] في عهد جستنيان الكبير.[15]
- تعيين خريستوفوروس أسقفاً لبرفيريون (الجية) سنة 536م.
- جستنيان الأول يعلن المرسوم 4 في مايو 536 م، الموجه نحو الإصلاحات الإدارية في فينيقيا اللبنانية. حدد القاضي تريبونيان في المرسوم، رتبة الفيلارك بعد ذكر رتبة الدوكس.[3]

### عقد 540
- دب الشقاق بين دوكسي لبنان في 541م، خوفاً من قيام المنذر بتخريب حدود مقاطعتهم أثناء غيابهما لبحث التعاون العسكري على الحدود مع الحارث بن جبلة، وهو عربي من الغساسنة موالي للبيزنطيين (وكان الوحيد من قبل الذي قاتل المنذر) مع الجيش الفينيقي.[3][4]

### عقد 550

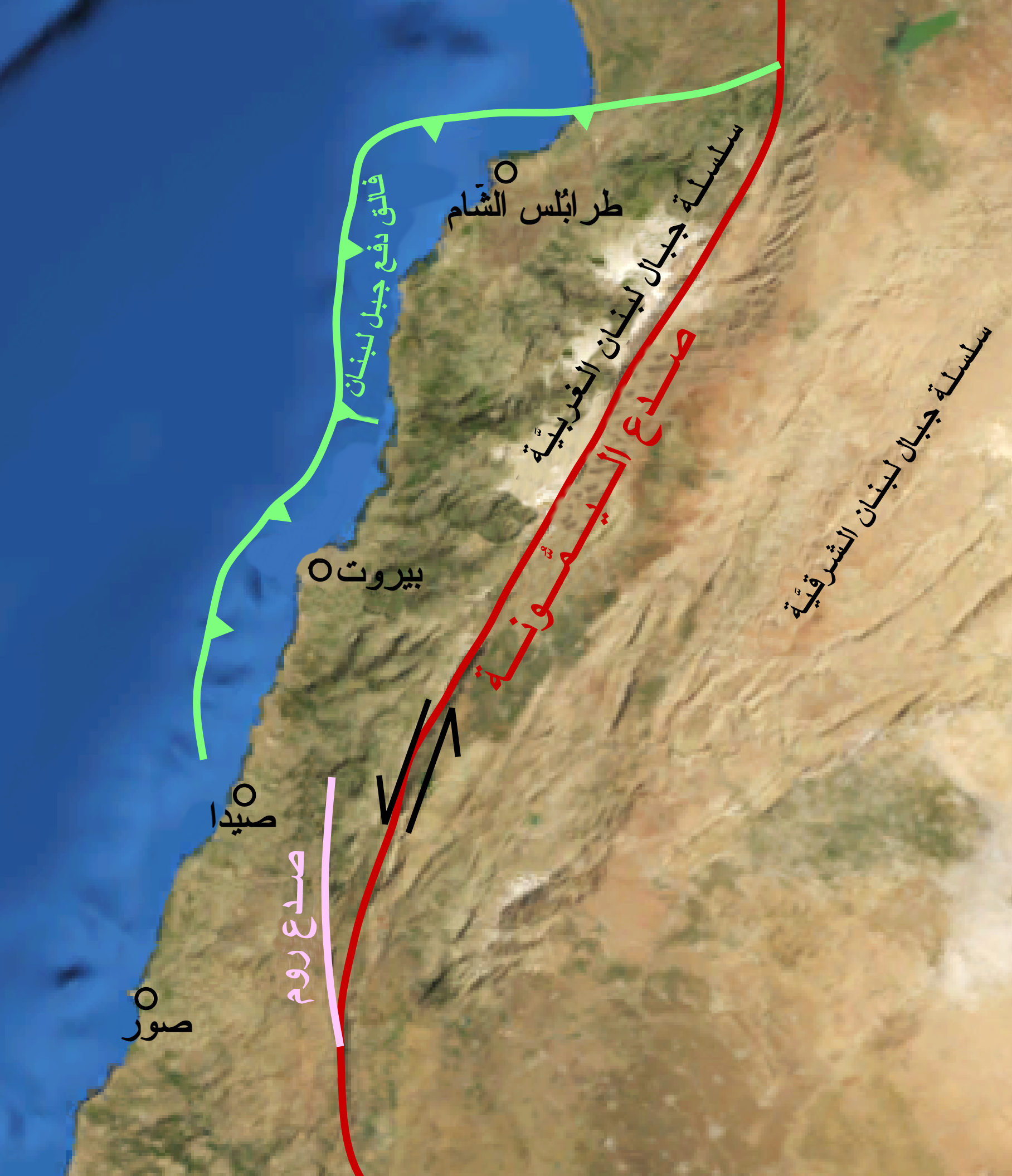
السمات التكتونية الرئيسية في لبنان

- وقوع زلزال بيروت 551 في 9 يوليو بقوة تقدر بحوالي 7.5 على مقياس درجة العزم وأقصى شدة محسوسة تبلغ إكس (شديدة) على مقياس ميركالي المعدل. مما تسبب في حدوث تسونامي مدمر أثر على المدن الساحلية في فينيقيا البيزنطية، وسبب دماراً كبيراً وغرقت العديد من السفن. ذُكر مقتل أعداد كبيرة من الأشخاص عموماً، أشارت إحدى التقديرات المنسوبة إلى الحاج المجهول من بياتشينزا [الإنجليزية] إلى مقتل 30.000 (بما في ذلك طلاب مدرسة الحقوق في بيريتوس الوافدين) في بيروت وحدها.[21] خصص جستنيان الأموال لإعادة بناء بيروت، ونُقلت مدرسة الحقوق مؤقتاً إلى مدينة صيدا الجنوبية الفينيقية، لحين إعادة الإعمار؛ إلا أن أفضل المعلمين انتقلوا إلى القسطنطينية.[22][23]
- شارك ممثلون عن بيت مارون في مجمع القسطنطينية سنة 553 في عهد جستنيان الكبير،[15] والذي ذكر فيه يوسابيوس أسقف صور،[13] إلى جانب إستفانوس أسقف البترون.[24]

### عقد 560
- تتعرض بيروت لكارثة أخرى في 560م، حيث يجتاح حريق هائل المدينة المتعافية. لم يعد فتح مدرسة الحقوق.[22][23]
- فك ثمانية أعمدة كورنثية من بعلبك بموجب أوامر جستنيان، وشحنها إلى القسطنطينية لترميم آيا صوفيا حوالي 560.[25]
- أصبح بولس أسقفاً لبرفيريون في عهد جستنيان الثاني سنة 565م.

### عقد 570
- زلزال يضرب صيدا حوالي سنة 570م.[26]
- لم يعد بولس أسقفاً على بورفيريون في 578م.

### عقد 580
- تضعضع الجيش البيزنطي في الشرق بسبب تمرد في أبريل 588، نتيجة إجراءات خفض التكاليف غير الشعبية والموجهة ضد القائد الجديد، بريسكوس [الإنجليزية]. تعرض بريسكوس للهجوم وهرب من معسكر الجيش، واختار المتمردون جرمانوس، دوكس فينيقيا اللبنانية، كزعيم مؤقت لهم.[27]

### عقد 590
- رهبان دير مار مارون يرسلون رسالة إلى خصومهم رهبان بيت أرباز حوالي سنة 592.[28]

## الصناعة
تكلم بروكوبيوس في كتابه «التاريخ السري» عن الوضع الاقتصادي في المدن الكبرى اللبنانية في ذلك الوقت: «كانت الملابس الحريرية تُصنع لفترة طويلة في مدينتي بيريتوس وصور، مدينتي فينيقيا [...] أولئك الذين عاشوا زمن جستنيان في بيزنطة والمدن الأخرى رفعوا أسعار حريرهم، بحجة أنه في ذلك الوقت كان أغلى في بلاد فارس، كما كانت عشور استيراده أعلى. وفقاً لبروكوبيوس، تظاهر الإمبراطور بسخطه الشديد على هذا الأمر، وأصدر بعد ذلك مرسوماً يحظر بيع رطل من الحرير بأكثر من ثماني قطع ذهبية؛ وأن أي شخص يخالف المرسوم يعاقب بمصادرة ممتلكاته».
بدا هذا الإجراء بالنسبة لبروكوبيوس، غير عملي وسخيف تماماً، إذ لم يكن من الممكن للتجار، الذين اشتروا بضائعهم بسعر أعلى بكثير، أن يبيعوها للعملاء بسعر أقل. وبناءً على ذلك، قرروا التخلي عن هذا العمل، وتخلصوا سراً ودون تأخر من بضائعهم المتبقية لبعض الأشخاص المعروفين، الذين «كانوا فرحين بتبذير أموالهم على مثل هذه الزينة». كتب بروكوبيوس أن الإمبراطورة ثيودورا سمعت بهذا من بعض الأشخاص الذين همسوا به سراً، ودون أن تكلف نفسها عناء التحقق مما سمعت، حرمت هؤلاء الأشخاص على الفور من بضائعهم، وبالإضافة إلى ذلك، فرضت عليهم غرامة قدرها مئة قطعة ذهبية.
«في الوقت الحاضر، كُلف أمين الخزانة الإمبراطوري بالإشراف على هذه التجارة. وعندما تولى بيتر بارسيامز [الإنجليزية] المنصب، سرعان ما سمحوا له بجميع أنواع الترخيص في تنفيذ ممارساته الشائنة. وطالب الجميع بأن يراقبوا بعناية القانون، وأجبر أولئك الذين كانوا يعملون في مصانع الحرير على العمل لحسابه الخاص وحده [...] تحول جميع سكان المدن تقريباً التي كانت توجد بها هذه المصانع إلى التسول. واضطر الحرفيون والميكانيكيون إلى مقاومة الجوع، وترك العديد منهم بلادهم وفروا إلى بلاد فارس، ولم يُسمح لأحد سوى أمين الخزانة بأن يكون له صلة بهذا الفرع من الصناعة، وبينما يُسلم جزءاً من مكاسبه إلى الإمبراطور، كان يحتفظ بالجزء الأكبر لنفسه، وبالتالي أصبح ثرياً على حساب الشعب البائس.»

## الأساتذة
أساتذة مدرسة الحقوق في بيريتوس  [الإنجليزية]

| التاريخ (التواريخ غير المؤكدة مكتوبة بخط مائل) | الأسماء (الأسماء غير المؤكدة مكتوبة بخط مائل) |
| نهاية القرن الخامس، مطلع القرن السادس          | سابينوس                                       |
| نهاية القرن الخامس، مطلع القرن السادس          | مجهول، ذُكر في المدرسة السينائية [الإنجليزية]  |
| 21 نوفمبر 533، 16 ديسمبر 533                   | دوروثيوس                                      |
| 16 ديسمبر 533                                  | أناتوليوس                                     |
| القرن السادس                                   | تاليليوس                                      |
| القرن السادس                                   | إيزيدورس                                      |
| القرن السادس                                   | ستيفن                                         |
| ? – 551                                        | جوليان                                        |

## العمارة
- كنيسة القيامة، بيريتوس.[33]
- كنيسة بورفيريون [الإنجليزية]، المكرسة للسيدة العذراء، بناها يوستنيان الأول في جية.[34]
- دير سيّدة القطّين، وادي صغار.[35]
- دير القديس فوقا، حردين.[36]
- كنيسة القديسين سرجيوس وباخوس (مار سركيس)، كفتون.[37]
- كنيسة سيدة المعونة، سمار جبيل، البترون.[38]